# Zakleszczające zapalenie ścięgna
Zakleszczające zapalenie ścięgna – choroba występująca w przebiegu gośćca reumatoidalnego, jako skutek powtarzających się mikrourazów, ale także jako wada wrodzona.
Choroba dotyczy najczęściej kciuka (zespół "trzaskającego" kciuka), rzadziej palca środkowego i palca małego (zespół "trzaskającego" palca). Mechanizm zatrzymania ruchu palca polega na zakleszczeniu pogrubiałego ścięgna zginacza palca u wejścia do pochewki ścięgnistej.
Polega ona na zaburzeniu płynności ruchów czynnego zginania i prostowania palca. Ponieważ po wykonaniu pewnego zakresu ruch palca zostaje zahamowany, aby kontynuować ruch pacjent musi wykonać specjalny wysiłek. Słyszalny trzask, połączony niekiedy z bólem, umożliwia dokończenie przerwanego ruchu.
Już w warunkach normalnych pochewka ścięgnista kciuka ma lekkie przewężenie na wysokości trzeszczek. Położone w pochewce, ścięgno mięśnia zginacza długiego kciuka biegnie na tej wysokości w kanale kostno-ścięgnistym. Kanał ten jest dość ciasny i może powiększać swą objętość w bardzo niewielkim stopniu, uwypuklając się dłoniowo.
Włókniste pogrubienie wlotu pochewki powoduje zaciskanie ścięgna. Drażnione ścięgno ulega obrzękowi, a z czasem żółtawemu przebarwieniu i wrzecionowatemu pogrubieniu. Od tego momentu wsuwanie się pogrubiałej części ścięgna do pochewki staje się bardzo utrudnione.
U dorosłych choroba rozpoczyna się często pojawieniem guzka u podstawy palca, po stronie dłoniowej; tkliwy na ucisk guzek jest pogrubiałym ścięgnem. Z czasem pojawia się zatrzymywanie ruchów palca i charakterystyczny trzask, po którym kontynuowany jest dalszy ruch.
U małych dzieci chorobą dotknięty jest zazwyczaj tylko kciuk, który ustawia się w zgięciu; Wykonanie biernego ruchu wyprostu może być niemożliwe;
Guzek daje się wyczuć u wejścia do pochewki ścięgnistej, po stronie dłoniowej.
W przypadkach zaawansowanej choroby może dojść do zablokowania palca w zgięciu lub wyproście.
Próba leczenia zachowawczego usprawiedliwiona jest w początkowej fazie, kiedy nie ma objawów zatrzymania ruchu. Leczenie polega na miejscowym i ogólnym stosowaniu leków przeciwzapalnych. W fazie rozwiniętego schorzenia pozostaje jedynie zabieg chirurgiczny.
Operacja polega na przecięciu lub wycięciach pochewki włóknistej w celu ułatwienia przesuwu pogrubiałego ścięgna. Leczenie bezoperacyjne, polegające na stosowaniu salicylanów i ciepłolecznictwa lub wstrzyknięć dopochewkowych, tylko w niewielu przypadkach ma dobre rokowania. U niemowląt zdarzają się przypadki samoistnego cofnięcia się objawów choroby.